# Gåsberget, Malax
Gåsberget är en ö i Finland. Den ligger i Norra kvarken och i kommunen Malax i den ekonomiska regionen  Vasa i landskapet Österbotten, i den västra delen av landet. Ön ligger omkring 43 kilometer väster om Vasa och omkring 380 kilometer nordväst om Helsingfors.
Öns area är 15 hektar och dess största längd är 0,7 kilometer i nord-sydlig riktning.